# Cratere Sverdrup
Sverdrup è un cratere lunare. Si trova sulla faccia nascosta della Luna. La parte interna del cratere è avvolta nel buio perpetuo, e quindi non è stata mappata utilizzando la fotografia.
I crateri più vicini allo Sverdrup sono il de Gerlache a est, e lo Shackleton al polo sud. Il cratere è dedicato all'esploratore norvegese Otto Sverdrup.